# Fakulteta za matematiko, naravoslovje in informacijske tehnologije Koper
Fakulteta za matematiko, naravoslovje in informacijske tehnologije Koper (uradno krajše ime UP FAMNIT) ima sedež v Kopru in je članica Univerze na Primorskem. Fakulteta je bila ustanovljena leta 2007.
Trenutno je dekan fakultete izr. prof. dr. Ademir Hujdurović.

## Visokošolska knjižnica za Tehniko, medicino in naravoslovje v Kopru

#### Zgodovina
Knjižnica TeMeNa ima sedež na Glagoljaški 8, v Kopru. Začela je delovati leta 2008 v okviru Fakultete za matematiko, naravoslovje in informacijske tehnologije (UP FAMNIT) ter Primorskega inštituta za naravoslovne in tehnične vede Koper (UP PINT) Univerze na Primorskem. Je tudi informacijski center za znanstveno in strokovno informiranje, ki posreduje informacije iz strokovnih področjih tehnike, matematike in naravoslovja. 